# Timothy Leary
Dr. Timothy Francis Leary (n. 22 octombrie 1920 - d. 31 mai 1996) a fost un scriitor, psiholog, avocat și futurist american, cercetător al drogului psihedelic.
A fost una dintre cele mai marcante și mai controversate figuri ale anilor '60 și ai contraculturii flower power, mai ales din cauza pledoariilor sale privind beneficiile terapeutice, spirituale și emoționale ale drogului LSD.
Evaluările asupra lui Leary sunt polarizate, situându-se de la „un profet marcant” (engl. „bold oracle”) până la „câine publicitar”. Ca psiholog de clinică la Universitatea Harvard, Leary a fondat Harvard Psilocybin Project, după o experiență revelatoare cu ciuperci magice (ciuperci cu psilocibină) pe care a avut-o în Mexic.
A popularizat expresia „Turn on, tune in, drop out”. 